# Oliver Kumbartzky

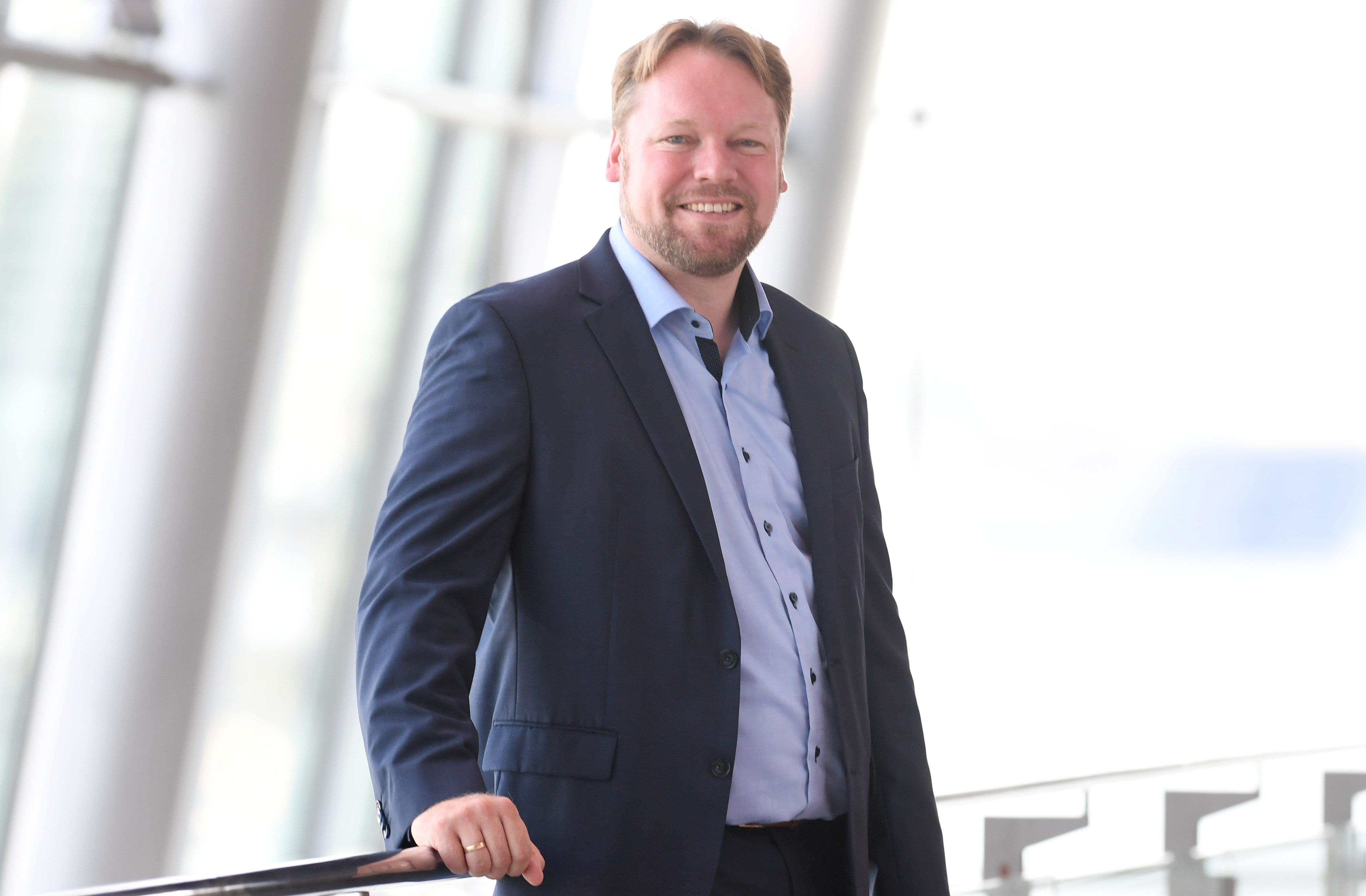
Oliver Kumbartzky (2020)

Oliver Kumbartzky (* 19. September 1981 in Brunsbüttel) ist ein deutscher Politiker (FDP). Er war von 2009 bis 2024 Abgeordneter des Schleswig-Holsteinischen Landtags. Von 2022 bis 2024 war er Vorsitzender der FDP Schleswig-Holstein. Seit 2025 ist er Bürgermeister von Büsum.

## Ausbildung und Beruf, Familie
Oliver Kumbartzky legte sein Abitur 2001 am Gymnasium Brunsbüttel ab, leistete anschließend Wehrdienst und absolvierte von 2002 bis 2004 eine Ausbildung zum Steuerfachangestellten. Von 2002 bis 2007 studierte er Betriebswirtschaft an der FH Westküste in Heide. 2006 und 2007 war Kumbartzky Wahlkreismitarbeiter des FDP-Bundestagsabgeordneten Jürgen Koppelin im Wahlkreis Dithmarschen/Steinburg.
Nach dem Abschluss als Diplom-Kaufmann (FH) ist er seit 2006 Gesellschafter beim Postkartenverlag Coast-Cards und arbeitete 2008 bis 2009 als Marketingleiter beim Dithmarschen Tourismus e. V.
Sein ostpreußischer Ururgroßvater gehörte zu denjenigen, die Ende des 19. Jahrhunderts aus aller Welt kamen, um den Kaiser-Wilhelm-Kanal (heute Nord-Ostsee-Kanal) mitzubauen und dann in Schleswig-Holstein geblieben sind.
Kumbartzky ist verheiratet und Vater von drei Kindern. Er ist evangelischer Konfession.

## Politik
Oliver Kumbartzky ist seit 2002 Mitglied der FDP. Er ist seit 2010 FDP-Kreisvorsitzender in Dithmarschen, war ab 2007 Beisitzer im FDP-Landesvorstand und ist seit 2013 Landesschatzmeister der FDP Schleswig-Holstein.
Bei den Kommunalwahlen in Schleswig-Holstein 2008, 2013 und 2018 wurde er zum Ratsherrn in Brunsbüttel gewählt und ist dort seit 2013 zweiter stellvertretender Bürgervorsteher. Bei den Kommunalwahlen 2018 gewann er in Brunsbüttel ein Direktmandat. Von 2013 bis 2018 war er Kreistagsabgeordneter in Dithmarschen und stellvertretender FDP-Fraktionsvorsitzender.
Bei der Landtagswahl in Schleswig-Holstein 2009 wurde er erstmals über die Landesliste der FDP in den Schleswig-Holsteinischen Landtag gewählt und war dort Mitglied im Finanz- und Wirtschaftsausschuss. Nach seiner Wiederwahl 2012 wechselte er als Mitglied in den Umwelt- und Agrarausschuss sowie in den Petitionsausschuss. Nach der Landtagswahl 2017, bei der erneut über die Landesliste in den Landtag gewählt wurde, wurde er zum Vizepräsidenten des Landtages gewählt und übernahm auch den Vorsitz des Umwelt- und Agrarausschusses. Seit Dezember 2017 ist er Parlamentarischer Geschäftsführer seiner Fraktion im Landtag; im Zuge dessen legte er das Amt des Landtagsvizepräsidenten nieder. Bei der Landtagswahl 2022 wurde er erneut über die Landesliste in den Landtag gewählt. Neben der Kandidatur auf der Landesliste trat er jeweils auch im Landtagswahlkreis Dithmarschen-Süd an, wo er 15,9 % (2009), 7,3 % (2012), 13,3 % (2017) und 13,2 % (2022) der Erststimmen auf sich vereinigen konnte. Am 12. Dezember 2024 legte er sein Landtagsmandat nieder, nachdem er zum Bürgermeister von Büsum gewählt worden war. Für ihn rückte Anne Riecke in den Landtag nach.
Am 19. November 2022 wurde er zum Vorsitzenden der FDP Schleswig-Holstein gewählt. Am 16. November 2024 wurde Kumbartzky im Amt des FDP-Landesvorsitzenden von Christopher Vogt abgelöst.
Am 9. Juni 2024 wurde Kumbartzky mit 59,8 Prozent der Stimmen zum Bürgermeister von Büsum gewählt. Er trat das Amt am 1. Februar 2025 an.

## Ehrenamt
Kumbartzky ist Mitbegründer und Vorsitzender des Vereins Wir sind Dithmarschen, der als Protestbewegung gegründet wurde, um die Auflösung des Kreises Dithmarschen zu verhindern. Zuvor hatte sich die Große Koalition unter Ministerpräsident Peter Harry Carstensen im Herbst 2006 für eine Kreisgebietsreform ausgesprochen. Die vom Verein initiierte „Volksinitiative gegen die Zusammenlegung von Kreisen ohne deren Zustimmung“ sammelte innerhalb von sechs Wochen mehr als 33.000 Unterschriften. Anfang Oktober 2007 gab die Landesregierung ihr diesbezügliches Vorhaben auf.
Er ist Mitorganisator der Wattolümpiade in Brunsbüttel und fungiert dort seit 2004 als „Wattkampfleiter“. Er ist Mitglied im Elferrat der Marner Karnevalsgesellschaft und war Marner Karnevalsprinz in der Session 2015/2016. Im November 2021 wurde er zum Präsidenten der Landesverkehrswacht Schleswig-Holstein gewählt.